# Чоропкань
Чоропкань (рум. Cioropcani) — село в Унгенському районі Молдови. Адміністративний центр однойменної комуни, до складу якої також входять села Булгак та Столнічень.

## Населення
За даними перепису населення 2004 року у селі проживали 1569 осіб.
Національний склад населення села:
| Національність       | Кількість осіб | Відсоток   |
| -------------------- | -------------- | ---------- |
| українці             | 962            | 61,3%      |
| молдавани румуни     | 573 2          | 36,5% 0,1% |
| росіяни              | 27             | 1,7%       |
| гагаузи              | 3              | 0,2%       |
| інша / без відповіді | 2              | 0,1%       |
| Всього               | 1569           | 100%       |